# 矢崎信號場
矢崎信號場（日语：／ Yagasaki eki */?）是曾由日本国有铁道經營的鐵路路線信越本線（現由東日本旅客鐵道經營）沿線一个已廢站的车站，位於日本長野縣北佐久郡輕井澤町輕井澤。

## 車站構造
丸山信號場經熊之平站至本信號場路段存在日本國鐵最大的千分之66的陡坡，本信號場亦設立於陡坡終點處。至丸山信號場路段為單線鐵路閉塞區間。
本信號場至輕井澤方向為複線鐵路，至橫川方向為單線鐵路。其中至橫川方向有1條安全側線。此外本信號場至丸山信號場路段亦在1893年4月1日至1963年9月30日期間存在使用軌道供電的齒軌鐵路，並且在附近有為齒軌鐵路供電的變電站，亦在齒軌鐵路停用後拆除。

站內配線圖　A:橫川　B:輕井澤

## 歷史
- 1893年（明治26年）4月1日：以矢崎信號所的名稱開始使用。
- 1901年（明治34年）4月 - 至輕井澤方向變為複線鐵路。
- 1912年（明治45年）5月11日 - 本信號所實施電氣化。
- 1922年（大正11年）4月1日 - 改為現在名稱。
- 1963年（昭和38年）
  - 7月15日 ：橫川至輕井澤路段新線開通，（舊線使用至同年9月28日）。
  - 9月30日：齒軌鐵路拆除。
- 1966年（昭和41年）7月2日：本信號場停止使用。

## 車站周邊
- 国道18号（中山道）
- 北陸新幹線

## 相鄰車站
日本國有鐵道
■ 信越本線（廢止區間）
熊之平－矢崎信號場－輕井澤